# Magdalena Miró i Alegret
Magdalena Miró i Alegret (Vilanova i la Geltrú, 28 d'agost de 1793 - 4 de juliol de 1872) fou una religiosa catalana, fundadora de la Casa d'Empara de Vilanova.
Nascuda en una família benestant de l'època, filla de Joan Miró Ballester (1758 - 1831) i de Maria Alegret Escardó (1766 - 1809), van arribar a ser 7 germans (5 nois i dues noies), però tots els nois van morir abans de complir un any, excepte un, que morí als 35.

Magdalena va rebre una educació poc habitual per l'època. Malgrat no existir escoles, en algunes cases de la ciutat s'impartien tallers per a noies de la mateixa classe social. En aquests tallers, s'hi ensenyava a cosir i brodar i, en algunes ocasions, també lectura i escriptura bàsica.
Arrel de la mort de tots els germans i els pares, Magdalena va heredar tota la fortuna familiar. En el seu testament, va deixar escrit la seva intenció de crear una casa d'acollida temporal per a persones necessitades, que més endavant va esdevenir en la Casa d'Empara, inaugurada l'11 d'abril de 1875.
L'any 1876, l'Ajuntament va posar el nom de Magdalena Miró al carrer obert enfront de la Casa d’Empara.